# Xanthonygmia
Xanthonygmia este un gen de molii din familia Lymantriinae.